# Renault Spider
La Renault Spider est une voiture de sport du constructeur automobile français Renault, produite entre 1995 et 1999. Elle est le premier modèle des séries Renault Sport.

## Historique
Pendant les années 1990, les Williams-Renault dominent la Formule 1, et il y a là une formidable publicité possible pour une voiture de sport. L'Alpine A610 Turbo n'aura pas de descendante pour des raisons de marketing. Renault préfère capitaliser sur ses victoires en F1, en créant une nouvelle marque filiale, abandonnant celle d'Alpine. Le concept car Laguna présenté au Mondial de Paris 1990 a montré qu'il existait une clientèle pour un roadster motorisé par un quatre cylindres central arrière. La production s'est faite dans l'usine Alpine de Dieppe, mais l'écusson est « Renault Sport » contrairement à ce qu'avait annoncé le PDG de Renault peu de temps auparavant. Tous les logos Alpine sont enlevés des dessins, et le discours officiel la présente comme un modèle né sous la nouvelle filiale : Renault sport. Le style de la voiture évoluera, notamment à la suite du concept car Argos présenté en 1994 au salon de Genève.
Un premier prototype sort en mai 1994. En matière de style, la Spider s'inspire de l'Alpine A220 Cévennes, un modèle de course à l'arrière tronqué pour les courses de rallye. C'est le « moteur F » (type F7R) des Clio Williams et des Mégane I Coupé 2.0 16V qui est choisi. Pour le châssis, ils s'inspireront de celui de l'Alpine A710 (un prototype abandonné).

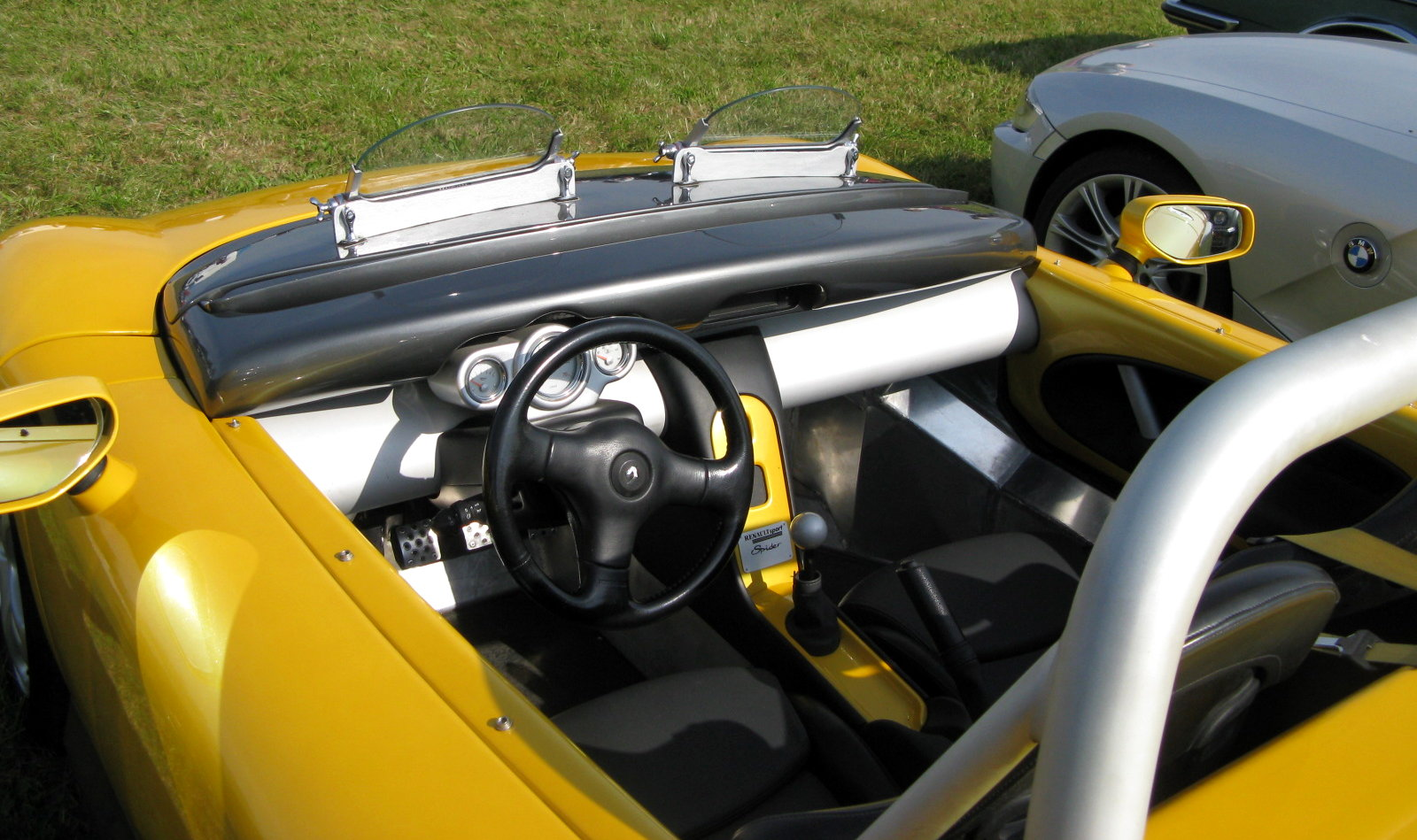
Intérieur.

Le premier modèle est pourvu d'un saute-vent. Un an plus tard, une version avec pare-brise (code interne « PE ») possédant un essuie-glace et le désembuage est lancée. Cette dernière version est la plus diffusée. Cette version pare-brise peut être dotée en accessoire d'origine d'une capote dite "parapluie", qui selon Renault n'est pas totalement étanche et isolante et peut être utilisée à 90 km/h au maximum.
Pur produit marketing pour lancer la marque Renault Sport, le Spider n'évoluera pas en tant que produit, sa formule ultra spartiate le cantonnera aux purs passionnés.
Le Renault Spider est présenté pour la première fois au salon de Genève 1995. La première voiture est assemblée en décembre 1995. Tout l'assemblage de l'automobile se fait à la main, et ce jusqu'à la fin de sa production en 1999.
La structure de la voiture est réalisée en aluminium et sa carrosserie en polyester pour abaisser le poids à 930 kg.
Pour une coupe monomarque, la Renault Sport Spider Elf Trophy, Renault produira la version Trophy, reconnaissable à son arceau de protection et son moteur de 180 ch.
Une version à carosserie fermée sera développée pour la compétition par RJ Racing, visant notamment les 24 Heures du Mans: d'abord avec le soutien de Renault en 1996, puis après le retrait de la marque, sous le nom Helem V6 en 1997 et 1998.
1 726 Spider, dont 80 en version Trophy, sont sortis de l'usine de Dieppe.

## Versions

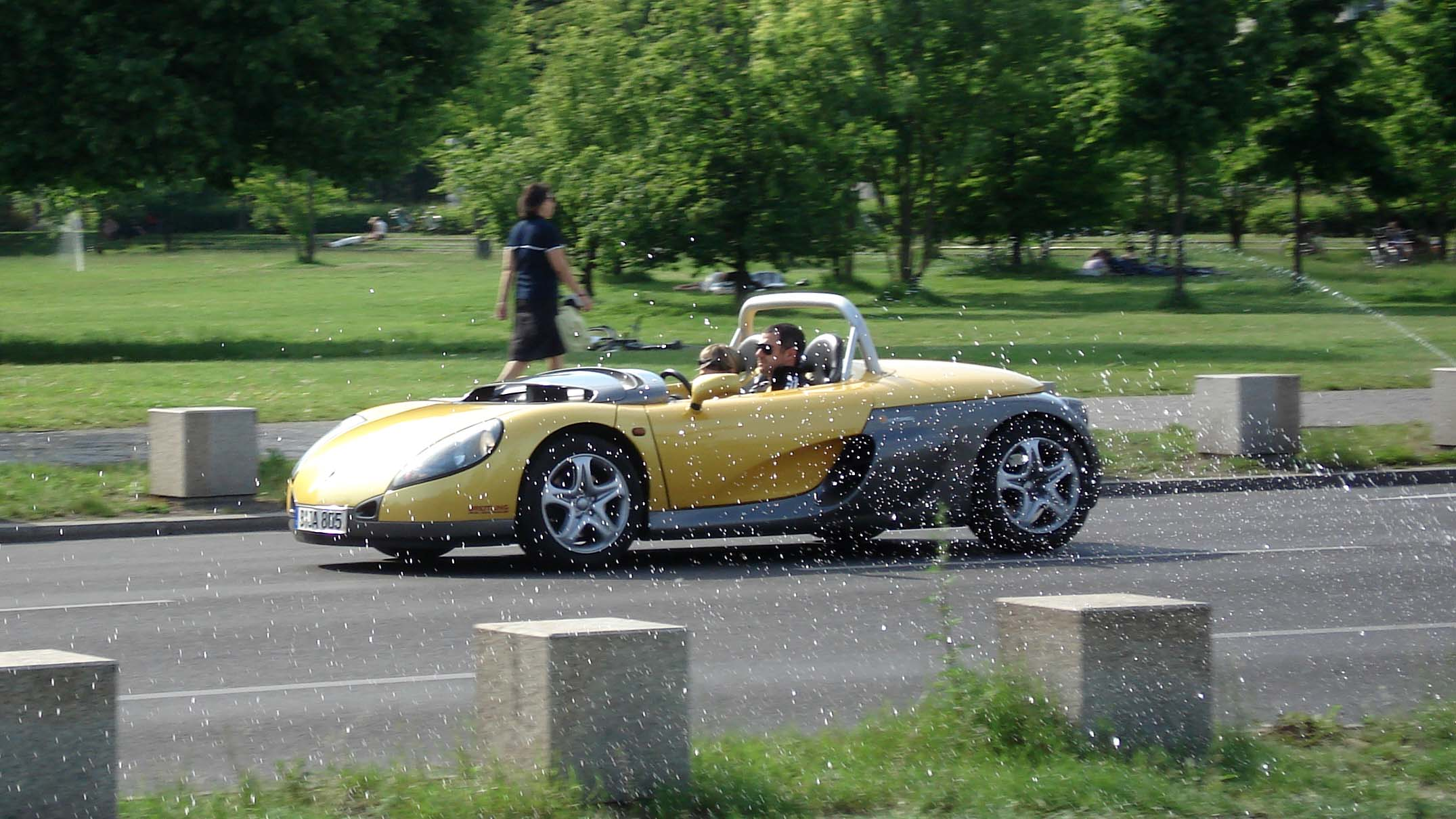
La Spider en version « saute-vent ».
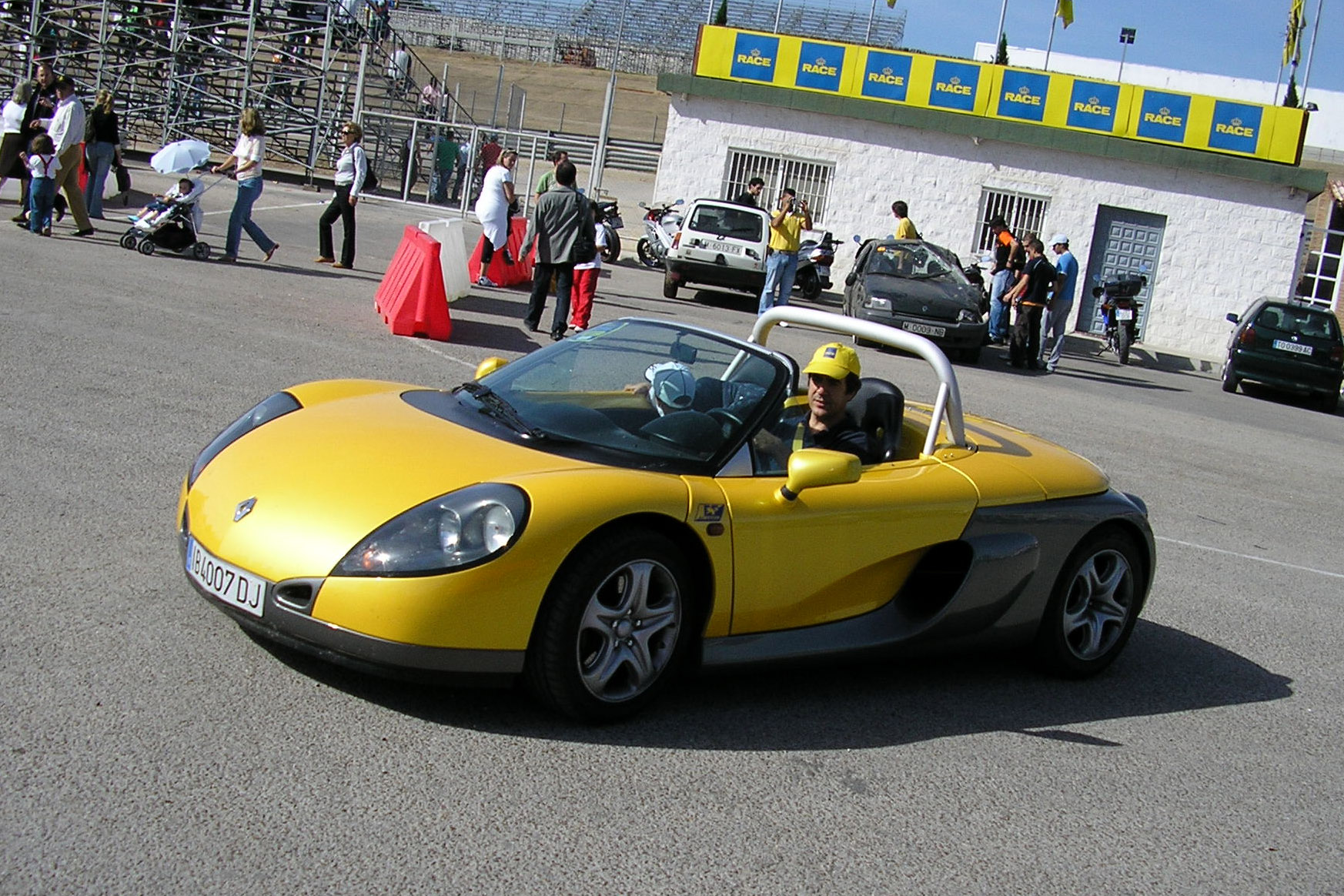
La Spider en version « pare-brise ».
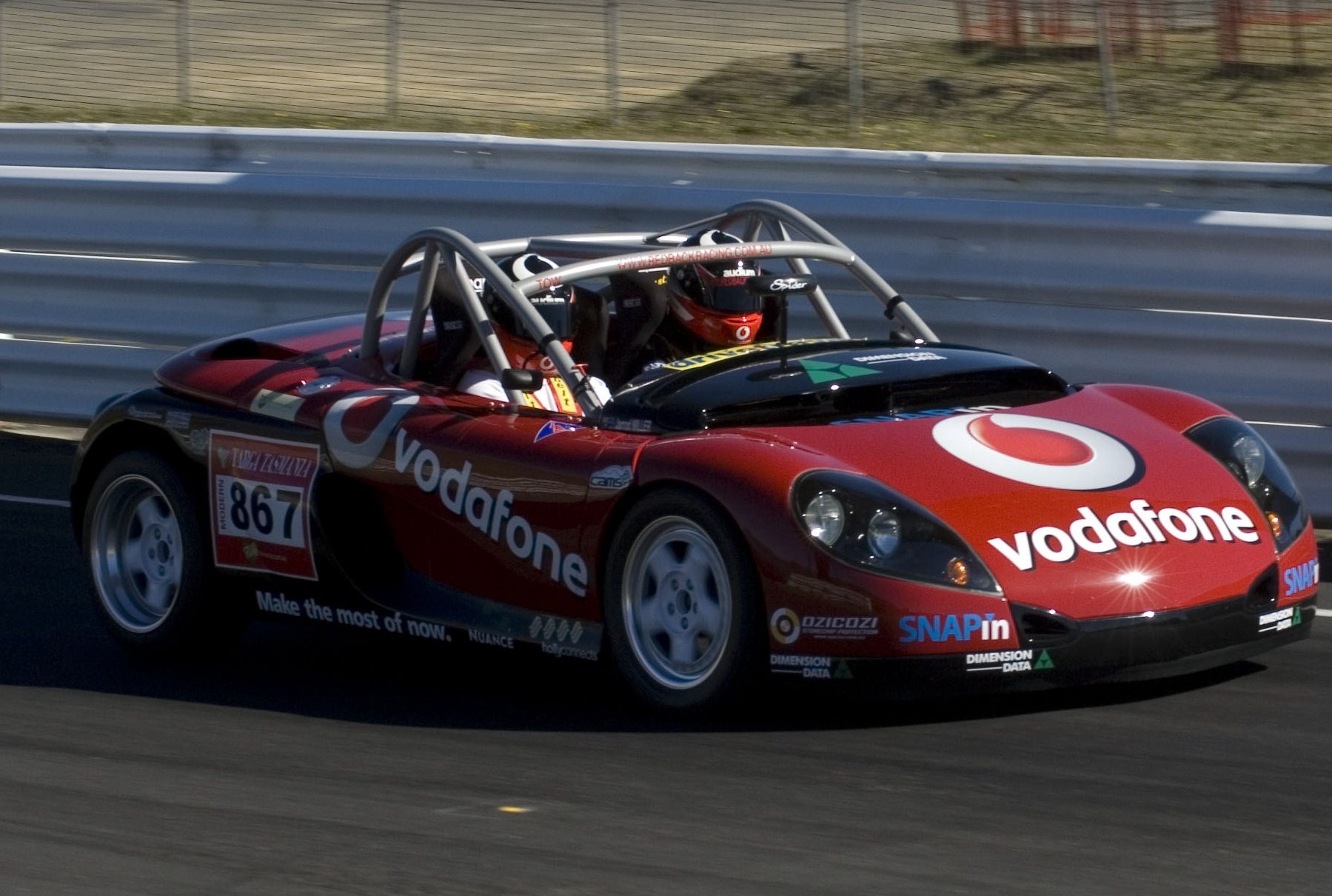
La version Trophy du Spider.

Une version V6 du Spider a été étudiée par Renault mais le projet sera abandonné et le véhicule est actuellement stocké dans le hangar de Phillipp Moch.
RJ Racing[Qui ?] a créé une version du spider avec un toit, un V6 PSA provenant de la Venturi 300, La version routière du véhicule ne restera qu'au stade de prototype.
En compétition, une première version du véhicule fut initialement engagée en 1996 avec le soutien de Renault Sport. Les deux voitures engagées aux préqualifications des 24 Heures du Mans ne parviendront pas à se qualifier pour la course, la mieux placée étant sur la liste de réserve. Par la suite, les voitures seront engagées en British GT (victoires à Donington et Thruxton) ainsi qu'aux Coupes d'Automne au Mans, et à Nogaro.
L'année suivante, après le retrait de Renault du projet, une version modifiée du véhicule (notamment visible par l'évolution de la carosserie, et renommée Helem V6 en référerence à "LM" pour Le Mans) est à nouveau alignée aux préqualifications des 24 Heures du Mans, sans plus de succès pour se qualifier pour la course. Une voiture participera à nouveau aux Coupes d'Automne sur le circuit Bugatti du Mans.
La dernière tentative de participation aux 24 Heures du Mans s'effectue en 1998 avec une seule voiture, avec, comme en 1996, pour résultat une place sur liste d'attente. Suite au retrait d'un concurrent, la Helem V6 se verra enfin promue sur la liste des engagés à la course. Mais elle sera finalement exclue lors des vérifications techniques d'avant-course, les commissaires constatant des différences structurelles non-règlementaires avec le modèle routier,.

## Caractéristiques
| Modèle et boîte                | Construction | Moteur                   | Cylindrée         | Puissance maximale             | Couple maximal         | 0 à 100 km/h | Vitesse maximale | Consommation |
| ------------------------------ | ------------ | ------------------------ | ----------------- | ------------------------------ | ---------------------- | ------------ | ---------------- | ------------ |
| Renault Spider (boîte méca. 5) | 1995 - 1999  | 4 cylindres en ligne F7R | 1 998 cm3 (2,0 L) | 110 kW (150 ch) à 6 000 tr/min | 185 N m à 4 500 tr/min | 6,9 s        | 213 km/h         | 8,6 L/100 km |

- Alimentation : injection électronique multipoint
- Distribution : par courroie, 2 ACT, 16 soupapes.
- Transmission : boîte mécanique à 5 rapports, propulsion.
- Direction : à crémaillère.
- Freinage : 4 disques (ventilés à l’avant).
- Poids (kg) : 930 (965 avec pare-brise).
- Pneumatiques (AV - AR) : 205/50 ZR 16 - 225/50 ZR 16.
- Réservoir (L) : 50.
- Puissance maximale de la version Trophy (ch) : 180.